# Scaphinotus guyoti
Scaphinotus guyoti är en skalbaggsart som beskrevs av Leconte 1866. Scaphinotus guyoti ingår i släktet Scaphinotus och familjen jordlöpare. Inga underarter finns listade i Catalogue of Life.